# Elizabeth Mavor
```
Elizabeth Osborne Mavor
 (
17. december
 
1927
, i 
Glasgow
, 
Skotland
 - 
22. maj
 
2013
)
[
1
]
 var en 
britisk
 forfatter.
```

## Udvalgte bøger
- Summer in the Greenhouse (1959)
- The Temple of Flora (1961)
- The Virgin Mistress (biografi, 1964)
- A Green Equinox (1973)
- The White Solitaire (1988)

## Note
1. ↑  "Elizabeth Mavor". Telegraph. Arkiveret fra originalen 16. juni 2013. Hentet 2013-06-11.